# Mary Martin
Mary Martin (1. december 1913 i Texas – 3. november 1990 i Californien) var en amerikansk skuespillerinde og sangerinde, der blev betragtet som én af de største stjerner på Broadway. Hun medvirkede bl.a. i musical-forestillingerne South Pacific og i originalopsætningen af The Sound of Music. I begyndelsen af sin karriere fik hun roller i bl.a. filmene Rhythm on the River (1940), Birth of the Blues (1941) og Happy Go Lucky (1943). Hun blev gift og blev mor i en særdeles ung alder, nemlig til skuespilleren Larry Hagman, kendt i rollen som J.R. Ewing i tv-serien Dallas.